# Stob Binnein
Stob Binnein är ett berg i Storbritannien.   Det ligger i kommunen Stirling och riksdelen Skottland, i den nordvästra delen av landet, 600 km nordväst om huvudstaden London. Toppen på Stob Binnein är 1 165 meter över havet.
Terrängen runt Stob Binnein är huvudsakligen kuperad.Runt Stob Binnein är det mycket glesbefolkat, med 4 invånare per kvadratkilometer. Närmaste större samhälle är Killin, 17,2 km nordost om Stob Binnein. I omgivningarna runt Stob Binnein växer i huvudsak blandskog.